# نافازولين/فينيرامين
نافازولين/فينيرامين، يُباع تحت الاسم التجاري نافكون-أ، هي قطرة مُركبة للعَين تُستخدم لتخفيف أعراض التهاب الملتحمة التحسسي مثل حمى القش. تحتوي على النافازولين والفينيرامين. يتم استخدامه قطرةً للعين. لا ينصح بالاستخدام لأكثر من ثلاثة أيام.
قد تشمل الآثار الجانبية الحساسية، وألم العين، وتوسع الحدقة. من غير الواضح ما إذا كان الاستخدام أثناء الحمل آمنًا. يعمل النافازولين عن طريق إحداث انقباض في الأوعية الدموية مما يقلل من الاحتقان كما يعمل الفينيرامين بشكل جيد عن طريق منع آثار الهستامين مما يقلل من الحكة.
تمت الموافقة على الاستخدام الطبي للتركيبة في الولايات المتحدة في عام 1994. وهي متاحة بدون وصفة طبية. في عام 2016 كان الدواء في المرتبة 206 ضمن الأدوية الأكثر وصفًا في الولايات المتحدة بأكثر من مليوني وصفة طبية.

## الاستخدام الطبي
يُعطى الدواء موضعيًا عبر قطرة العين، بحيث توضع نقطة أو نقطتين في العين المُصابة 4 مرات يوميًا كحدٍ أعلى.

## الآثار الجانبية
- قد تتوسع الحدقة مؤقتًا.
- الاستخدام المفرط قد يسبب احمرار أكثر.
- لا ينصح باستخدام الدواء عند الاشخاص الذين يعانون من أمراض القلب أو ارتفاع ضغط الدم أو الجلوكوما أو الذين يعانون من مشاكل في التبول.
- يوصى بإزالة العدسات اللاصقة قبل الاستخدام. يمكن أن يؤدي استخدامه مع العدسات اللاصقة إلى تقليل الأكسجين في القرنية الأساسية.
- إذا تناول الرضع أو الأطفال القطرات عن طريق الخطأ، فقد يؤدي ذلك إلى غيبوبة وانخفاض كبير في درجة حرارة الجسم. إذا حدث مثل هذا الابتلاع، يوصى بالاتصال فوراً بمركز مكافحة السموم.[6]